# Nerf ptérygo-palatin
Les nerfs ptérygopalatins sont deux nerfs dans la fosse ptérygopalatine qui relient le nerf maxillaire au ganglion ptérygopalatin,.
Bien qu'ils soient étroitement liés au ganglion ptérygopalatin, il est toujours considéré comme une branche du nerf maxillaire. Ils ne font pas de synapse dans le ganglion.

## Galerie

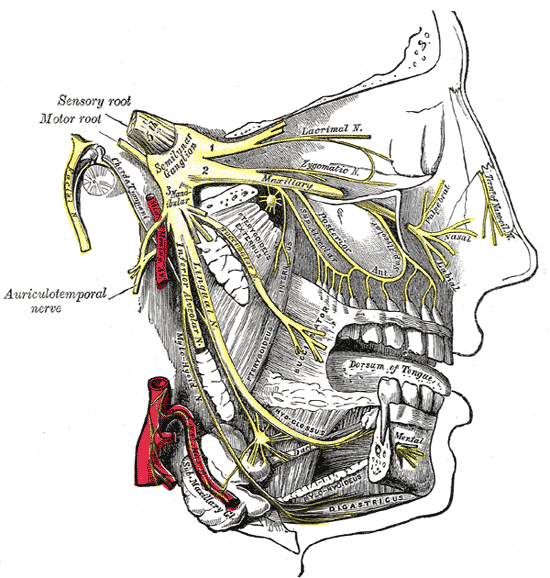
Les nerfs maxillaire et mandibulaire et le ganglion sous-maxillaire.